# Manuel Pérez Treviño

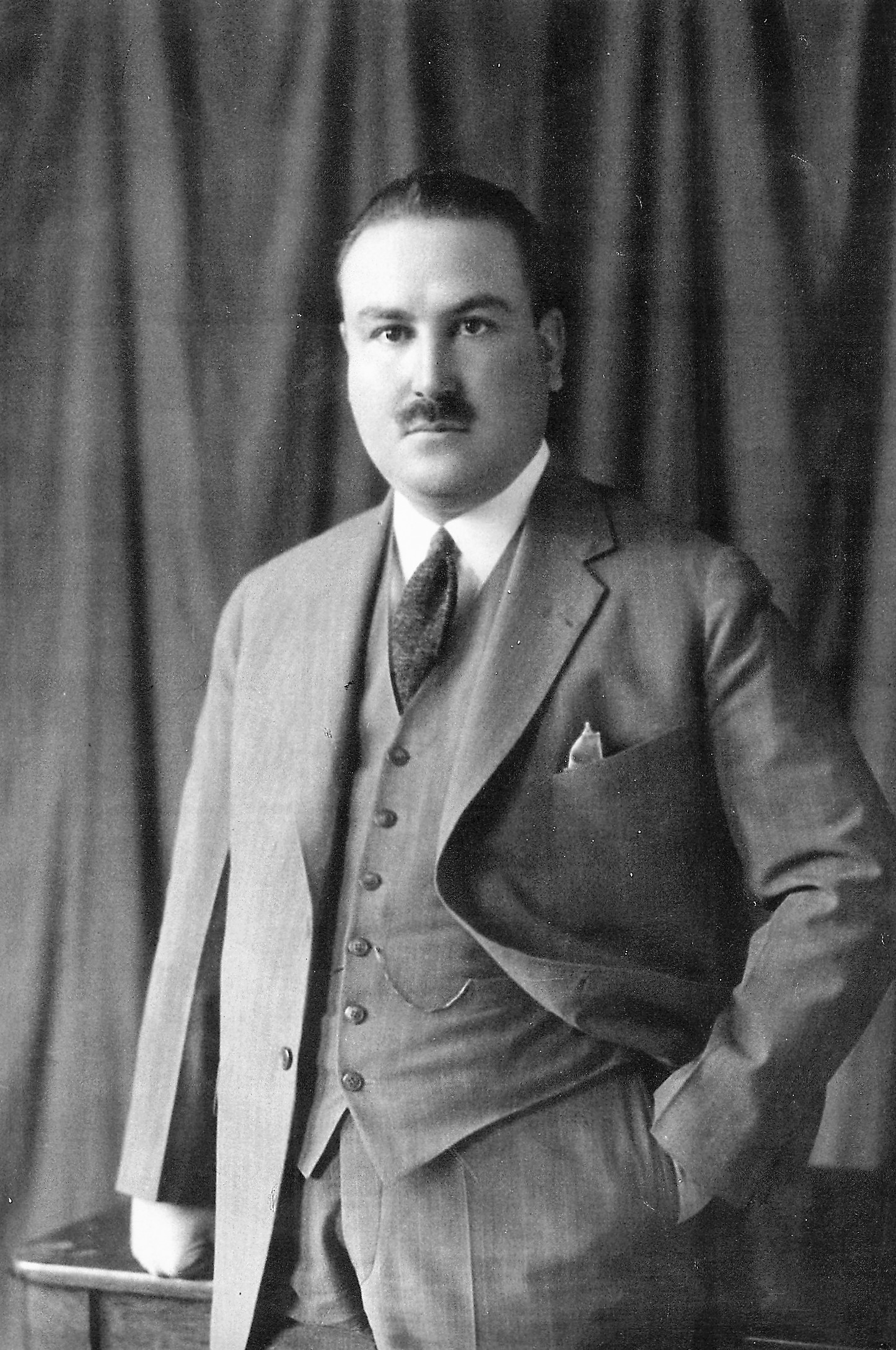
Manuel Pérez Treviño

Manuel Pérez Treviño (Villa de Guerrero, 5 juni 1890 – Nueva Rosita, 29 april 1945) was een Mexicaans militair en politicus.
Pérez Treviño was afkomstig uit Coahuila en studeerde techniek in Mexico-Stad. In 1913 sloot hij zich aan de zijde van het Constitutionalistisch Leger aan bij de Mexicaanse Revolutie en streed bij de artillerie. In 1917 werd hij tot brigadier-generaal benoemd.
Pérez Treviño sloot zich in 1920 aan bij het Plan van Agua Prieta die Álvaro Obregón naar het presidentschap leidde. Pérez Treviño was chef-staf van de Presidentiële Garde onder Obregón en vervulde in de daarop volgende jaren verschillende politieke functies, waaronder die van minister van industrie en handel, minister van landbouw, gouverneur van zijn geboortestaat en senator. In 1929 was hij een van de oprichtende leden van de Nationaal Revolutionaire Partij (PNR), de latere Institutioneel Revolutionaire Partij (PRI) die het land tot 2000 zou blijven regeren. Pérez Treviño werd de eerste voorzitter van de partij. Pérez Treviño werd in 1934 getipt als presidentskandidaat namens de PRI, maar uiteindelijk kreeg Lázaro Cárdenas die nominatie. Nadat Cárdenas tot president was gekozen benoemde deze Pérez Treviño tot ambassadeur in Spanje.
- Gemeinsame Normdatei: 131369296
- International Standard Name Identifier: 0000 0000 3212 501X
- Library of Congress Control Number: n87921423
- Virtual International Authority File: 74982787
- WorldCat: E39PBJkdg6QJjj6VBThMDWvmBP